# Gran Premi de Malàisia del 2017
El Gran Premi de Malàisia de Fórmula 1 de 2017 fou la quinzena carrera de la temporada 2017. Va tenir lloc del 29 de setembre a l'1 d'octubre en el Circuit de Sepang, a Kuala Lumpur. Daniel Ricciardo va ser el vencedor de l'edició anterior, seguit per Max Verstappen i Nico Rosberg. Els pilots que estaran en actiu que han guanyat a Sepang són Daniel Ricciardo, Sebastian Vettel, Lewis Hamilton, Fernando Alonso i Kimi Räikkönen.

## Entrenaments lliures

### Primers lliures
Resultats
| Pos. | Nº | Pilot            | Equip/Motor          | Millor temps | Diferència | Compost | Voltes |
| ---- | -- | ---------------- | -------------------- | ------------ | ---------- | ------- | ------ |
| 1    | 33 | Max Verstappen   | Red Bull - TAG Heuer | 1:48.962     | —          | I       | 11     |
| 2    | 3  | Daniel Ricciardo | Red Bull - TAG Heuer | 1:49.719     | +0.757     | I       | 12     |
| 3    | 14 | Fernando Alonso  | McLaren F1 Team      | 1:50.597     | +1.635     | I       | 6      |
| 4    | 7  | Kimi Räikkönen   | Ferrari              | 1:50.734     | +1.772     | I       | 12     |
| 5    | 5  | Sebastian Vettel | Ferrari              | 1:51.009     | +2.047     | I       | 12     |

### Segons lliures
Resultats
| Pos. | Nº | Pilot            | Equip/Motor          | Millor temps | Diferència | Compost | Voltes |
| ---- | -- | ---------------- | -------------------- | ------------ | ---------- | ------- | ------ |
| 1    | 5  | Sebastian Vettel | Ferrari              | 1:31.261     | —          | US      | 23     |
| 2    | 7  | Kimi Räikkönen   | Ferrari              | 1:31.865     | +0.604     | US      | 19     |
| 3    | 3  | Daniel Ricciardo | Red Bull - TAG Heuer | 1:32.099     | +0.838     | US      | 19     |
| 4    | 33 | Max Verstappen   | Red Bull - TAG Heuer | 1:32.109     | +0.848     | US      | 11     |
| 5    | 14 | Fernando Alonso  | McLaren F1 Team      | 1:32.564     | 1.303      | US      | 14     |

### Tercers lliures
Resultats
| Pos. | Nº | Pilot            | Equip/Motor          | Millor temps | Diferència | Compost | Voltes |
| ---- | -- | ---------------- | -------------------- | ------------ | ---------- | ------- | ------ |
| 1    | 7  | Kimi Räikkönen   | Ferrari              | 1:31.880     | —          | US      | 19     |
| 2    | 5  | Sebastian Vettel | Ferrari              | 1:31.042     | +0.162     | US      | 14     |
| 3    | 3  | Daniel Ricciardo | Red Bull - TAG Heuer | 1:32.091     | +0.211     | US      | 16     |
| 4    | 77 | Valtteri Bottas  | Mercedes AMG         | 1:32.329     | +0.449     | US      | 24     |
| 5    | 44 | Lewis Hamilton   | Mercedes AMG         | 1:32.539     | +0.659     | US      | 20     |

## Classificació
Resultats
| Pos. | Nº | Pilot             | Equip-motor             | Part 1   | Part 2   | Part 3   | Graella |
| ---- | -- | ----------------- | ----------------------- | -------- | -------- | -------- | ------- |
| 1    | 44 | Lewis Hamilton    | Mercedes AMG            | 1:31.605 | 1:30.977 | 1:30.076 | 1       |
| 2    | 7  | Kimi Räikkönen    | Ferrari                 | 1:32.259 | 1:30.926 | 1:30.121 | 2       |
| 3    | 33 | Max Verstappen    | Red Bull - TAG Heuer    | 1:31.920 | 1:30.931 | 1:30.541 | 3       |
| 4    | 3  | Daniel Ricciardo  | Red Bull - TAG Heuer    | 1:32.416 | 1:31.061 | 1:30.595 | 4       |
| 5    | 77 | Valtteri Bottas   | Mercedes AMG            | 1:32.254 | 1:30.803 | 1:30.758 | 5       |
| 6    | 31 | Esteban Ocon      | Force India             | 1:32.527 | 1:31.651 | 1:31.478 | 6       |
| 7    | 2  | Stoffel Vandoorne | McLaren F1 Team         | 1:32.838 | 1:31.848 | 1:31.582 | 7       |
| 8    | 27 | Nico Hülkenberg   | Renault                 | 1:32.586 | 1:31.778 | 1:31.607 | 8       |
| 9    | 11 | Sergio Pérez      | Force India             | 1:32.768 | 1:31.484 | 1:31.658 | 9       |
| 10   | 14 | Fernando Alonso   | McLaren F1 Team         | 1:33.049 | 1:32.010 | 1:31.704 | 10      |
| 11   | 19 | Felipe Massa      | Williams Martini Racing | 1:32.267 | 1:32.034 |          | 11      |
| 12   | 30 | Jolyon Palmer     | Renault                 | 1:32.576 | 1:32.100 |          | 12      |
| 13   | 18 | Lance Stroll      | Williams Martini Racing | 1:33.000 | 1:32.307 |          | 13      |
| 14   | 55 | Carlos Sainz      | Scuderia Toro Rosso     | 1:32.650 | 1:32.402 |          | 14      |
| 15   | 10 | Pierre Gasly      | Scuderia Toro Rosso     | 1:32.547 | 1:32.558 |          | 15      |
| 16   | 8  | Romain Grosjean   | Haas F1 Team            | 1:33.308 |          |          | 16      |
| 17   | 20 | Kevin Magnussen   | Haas F1 Team            | 1:33.434 |          |          | 17      |
| 18   | 94 | Pascal Wehrlein   | Sauber F1 Team          | 1:33.483 |          |          | 18      |
| 19   | 9  | Marcus Ericsson   | Sauber F1 Team          | 1:33.970 |          |          | 19      |
| 20   | 5  | Sebastian Vettel  | Ferrari                 |          |          |          | 20      |

## Carrera
Resultats
| Pos. | Nº | Pilot             | Equip-motor             | Voltes | Temps/Retirat | Graella | Punts |
| ---- | -- | ----------------- | ----------------------- | ------ | ------------- | ------- | ----- |
| 1    | 33 | Max Verstappen    | Red Bull - TAG Heuer    | 56     | 1.30:01.290   | 3       | 25    |
| 2    | 44 | Lewis Hamilton    | Mercedes AMG            | 56     | +12.770       | 1       | 18    |
| 3    | 3  | Daniel Ricciardo  | Red Bull - TAG Heuer    | 56     | +22.519       | 4       | 15    |
| 4    | 5  | Sebastian Vettel  | Ferrari                 | 56     | +37.362       | 20      | 12    |
| 5    | 77 | Valtteri Bottas   | Mercedes AMG            | 56     | +56.021       | 5       | 10    |
| 6    | 11 | Sergio Pérez      | Force India             | 56     | +1:18.630     | 9       | 8     |
| 7    | 2  | Stoffel Vandoorne | McLaren F1 Team         | 55     | +1 volta      | 7       | 6     |
| 8    | 18 | Lance Stroll      | Williams Martini Racing | 55     | +1 volta      | 13      | 4     |
| 9    | 19 | Felipe Massa      | Williams Martini Racing | 55     | +1 volta      | 11      | 2     |
| 10   | 31 | Esteban Ocon      | Force India             | 55     | +1 volta      | 6       | 1     |
| 11   | 14 | Fernando Alonso   | McLaren F1 Team         | 55     | +1 volta      | 10      |       |
| 12   | 20 | Kevin Magnussen   | Haas F1 Team            | 55     | +1 volta      | 17      |       |
| 13   | 8  | Romain Grosjean   | Haas F1 Team            | 55     | +1 volta      | 16      |       |
| 14   | 10 | Pierre Gasly      | Scuderia Toro Rosso     | 55     | +1 volta      | 15      |       |
| 15   | 30 | Jolyon Palmer     | Renault                 | 55     | +1 volta      | 12      |       |
| 16   | 27 | Nico Hülkenberg   | Renault                 | 55     | +1 volta      | 8       |       |
| 17   | 94 | Pascal Wehrlein   | Sauber F1 Team          | 55     | +1 volta      | 18      |       |
| 18   | 9  | Marcus Ericsson   | Sauber F1 Team          | 54     | +2 voltes     | 19      |       |
| Ret  | 55 | Carlos Sainz      | Scuderia Toro Rosso     | 29     | Motor         | 14      |       |
| NVS  | 7  | Kimi Räikkönen    | Ferrari                 | 0      | Bateria       | 2       |       |

## Classificacions després de la carrera
| Pos. | Pilot            | Punts | Canvis de posició |
| ---- | ---------------- | ----- | ----------------- |
| 1    | Lewis Hamilton   | 281   | =                 |
| 2    | Sebastian Vettel | 247   | =                 |
| 3    | Valtteri Bottas  | 222   | =                 |
| 4    | Daniel Ricciardo | 177   | =                 |
| 5    | Kimi Räikkönen   | 138   | =                 |

| Pos. | Constructor             | Punts | Canvis de posició |
| ---- | ----------------------- | ----- | ----------------- |
| 1    | Mercedes AMG            | 503   | =                 |
| 2    | Ferrari                 | 385   | =                 |
| 3    | Red Bull - TAG Heuer    | 270   | =                 |
| 4    | Force India             | 133   | =                 |
| 5    | Williams Martini Racing | 65    | =                 |